# Pilkassaari
Pilkassaari är en ö i Finland. Den ligger i sjön Päijänne och i kommunen Jyväskylä i den ekonomiska regionen  Jyväskylä ekonomiska region  och landskapet Mellersta Finland, i den södra delen av landet, 200 km norr om huvudstaden Helsingfors. Öns area är 0,6 hektar och dess största längd är 160 meter i sydöst-nordvästlig riktning.